# Kappelrodeck
Kappelrodeck (tiếng Đức Alemanni: Kabbl) là một thị xã thuộc huyện Ortenau, phía tây bang Baden-Württemberg, Đức.